# Gremersdorf-Buchholz
Gremersdorf-Buchholz är en kommun i Landkreis Vorpommern-Rügen i förbundslandet Mecklenburg-Vorpommern i Tyskland.
Kommunen bildades 13 juni 1999 genom en sammanslagning av de tidigare kommunerna Buchholz och Gremersdorf.
Kommunen ingår i kommunalförbundet Amt Franzburg-Richtenberg tillsammans med kommunerna Franzburg, Glewitz, Millienhagen-Oebelitz, Papenhagen, Richtenberg, Splietsdorf, Velgast, Weitenhagen och Wendisch Baggendorf.